# لويس ماكجريجور كرايغر
لويس ماكجريجور كرايغر (بالإسبانية: Luis MacGregor Krieger)‏ هو مهندس معماري ورسام مكسيكي، ولد في 1918، وتوفي في 1997.